# Nerf ano-coccygien
Le nerf ano-coccygien est un nerf mixte du bassin.

## Origine
Le nerf ano-coccygien est la branche terminale du plexus coccygien.

## Trajet
Le nerf ano-coccygien traverse le muscle coccygien et le ligament sacro-tubéral pour se terminer dans le faisceau inférieur du muscle grand glutéal et dans les téguments situés entre le coccyx et l'anus.

### Variation
Il peut exister entre un et trois nerfs ano-coccygiens.

## Zone d'innervation
Le nerf ano-coccygien contribue à l'innervation du muscle coccygien.
Il assure l'innervation sensorielle de la peau au niveau du coccyx et de l'articulation sacrococcygienne.